# جوزيف بيلاتيس
جوزيف بيلاتيس (9 ديسمبر 1883- 9 أكتوبر1967) هو مدرب بدني ألماني. يُنسب إليه الفضل في اختراع وتعزيز طريقة البيلاتس للياقة البدنية. حصل على براءة اختراع لأكثر من 26 جهاز في حياته. تم إنتاج فيلم وثائقي عام 2013 من إخراج مارك بيدري بعنوان "حركة الحركة" يتحدث عن حياته.

## سيرته
ولد جوزيف هوبرتوس بيلاتيس في 9 ديسمبر 1883 في مونشنغلادباخ، ألمانيا. لأب من أصل يوناني، يعمل في المعادن ولاعب جمباز، وأم ألمانية الأصل. كان بيلاتيس طفلاً مريضًا، يعاني من الربو والكساح والحمى الروماتيزمية، فكرس حياته كلها لتحسين قوته البدنية. عرّفه والده على الجمباز وكمال الأجسام وفنون الدفاع عن النفس مثل الجوجيتسو والملاكمة. عام 1912 انتقل بيلاتيس للعيش في انجلترا، وكسب لقمة عيشه باعتباره ملاكمًا محترفًا، وعازفًا في السيرك، ومدربًا للدفاع عن النفس في مدارس الشرطة وسكوتلاند يارد.
اعتقاله خلال الحرب العالمية الأولى
اعتقلت السلطات البريطانية بيلاتس، مع مواطنين ألمان آخرين خلال الحرب العالمية الأولى، في قلعة لانكستر، حيث قام بتدريس المصارعة والدفاع عن النفس، درس البيلاتس اليوجا، وقام بتدريب زملائه السجناء على اللياقة البدنية والتمارين، وقال إن الحركات البديهية للقطط، على وجه الخصوص، ألهمت العديد من جوانب نظام اللياقة البدنية الخاص به. هناك بدأ في تحسين وتدريس نظام تمارين الحصير الخاص به الذي يستخدم الحد الأدنى من المعدات والذي أصبح فيما بعد "علم التحكم" الذي يشجع استخدام العقل للتحكم في العضلات، وتركيز الإهتمام على العضلات الوضعية الأساسية التي تساعد في الحفاظ على توازن الجسم وتوفير الدعم للعمود الفقري. على وجه الخصوص، تعلم تمارين البيلاتس الوعي بالتنفس واستقامة العمود الفقري، وتقوي الجذع العميق وعضلات البطن. تم نقله بعدها إلى معسكر اعتقال في نوكالوي في جزيرة مان. بعد الحرب العالمية الأولى، عادت رياضة البيلاتس إلى ألمانيا وتعاون مع خبراء مهمين في الرقص والتمارين البدنية مثل رودولف لابان. وفي هامبورغ، قام بتدريب ضباط الشرطة.
الإنتقال إلى الولايات المتحدة والزواج
عام 1925، هاجر بيلاتيس إلى الولايات المتحدة على متن سفينة، والتقى بزوجته المستقبلية كلارا. أسس الزوجان استوديو في مدينة نيويورك وقاموا بتدريس طلابهم والإشراف عليهم بشكل مباشر حتى الستينيات. سرعان ما أنشأ جوزيف وكلارا بيلاتيس أتباعًا مخلصين في مجتمع الرقص المحلي والفنون المسرحية في نيويورك، وأصبح الراقصون المشهورون مثل جورج بالانشين، الذي وصل إلى الولايات المتحدة في عام 1933، ومارثا جراهام، التي جاءت إلى نيويورك في عام 1923، من المتحمسين وأرسلوا طلابهم بانتظام إلى البيلاتس للتدريب وإعادة التأهيل. استمر بيلاتس في الدفاع عن طريقته وتعليمها حتى سن الشيخوخة.
توفي بيلاتيس في مدينة نيويورك عام 1967 بسبب انتفاخ الرئة المتقدم عن عمر يناهز 83 عامًا.

## كتبه
كتب جوزيف بيلاتس العديد من الكتب، وكان مخترعًا حيث تم الاستشهاد بأكثر من 26 براءة اختراع له ومن كتبه:
- "صحتك" بقلم جوزيف هـ. بيلاتيس، عام(1934).
- "العودة إلى الحياة من خلال علم النفس" بقلم جوزيف إتش بيلاتس ووليام جيه ميلر، عام (1945).
- " العودة إلى الحياة من خلال علم النفس". كريستوفر حانة. إعادة طبع الكتاب عام (1945).
- "العودة إلى الحياة من خلال علم التناقضات" بقلم جوزيف إتش بيلاتس وفريدريك راند روجرز، عام (1957).